# Parafia Opieki Matki Bożej w Osięcinach
Parafia Opieki Matki Bożej w Osięcinach – rzymskokatolicka parafia położona we wsi Osięciny. Administracyjnie należy do diecezji włocławskiej (dekanat bądkowski). 
Odpust parafialny odbywa się we wspomnienie bł. Wincentego i Józefa (24 maja), św. Józefa i Aniołów Stróżów.

## Duszpasterze
- proboszcz: ks. dr Piotr Dziurdziński (od 2010)
- wikariusz: ks. mgr lic. Marcin Matynka (od 2023)

## Kościoły
- kościół parafialny: Kościół Opieki Matki Bożej w Osięcinach

## Historia
Parafia znana już w XIII w. Pierwszy znany kapłan pracujący w tej parafii nosił imię Tebovico Cappellano de Osencin. Pierwszy znany kościół nosił wezwanie św. Prokopa.  Ten, albo kolejny kościół, spłonął między 1578 a 1584 r. Zapewne staraniem kolatora Stanisława Wilkostowskiego, jeszcze w 1584 r., kupiono od protestanta Zakrzewskiego z Zakrzewa tamtejszy kościół parafialny, przeznaczony przezeń do usunięcia i przeniesiono do Osięcin. W 1708 r. parafia Osięciny została oddana pod opiekę kanoników regularnych z Lubrańca, ale już od 1779 r. powrócili do niej kapłani diecezjalni. Na początku XIX w. świątynia ta była tak zniszczona, że w 1824 r. powiedziano, że zagraża bezpieczeństwu, a w 1838r. została zamknięta. Nabożeństwa parafialne zostały przeniesione do kaplicy dworskiej. Wówczas, w latach 1854-1855, z fundacji kolatorów, Józefa hr. Skarbka i Józefa Gzowskiego, według projektu Henryka Marconiego, zbudowano nowy Kościół. Uszkodzony w 1959 r. wskutek zawalenia się wieży, odbudowany i gruntownie remontowany w I. 1960-62.
Nowa świątynia otrzymała wezwanie Opieki Matki Bożej. Neogotycka, orientowana, murowana z cegły na cokole kamiennym. Prezbiterium kryte pozornym sklepieniem ostrołukowym, w nawie strop dwuspadowy, w kaplicy sufit kasetonowy. Dachy siodłowe kryte blachą. Nad szczytem zachodnim prostokątna wieża z nową blaszaną iglicą. Wystrój neogotycki. Chrzcielnica klasycystyczna. Wystrój prezbiterium, granitowy ołtarz i ambona według projektu ks. Tadeusza Furdyny. W latach 1998–99 przeprowadzono pracę konserwatorsko-malarskie polichromii całego wnętrza świątyni.